# Zygota pubescens
Zygota pubescens är en stekelart som först beskrevs av Jean-Jacques Kieffer 1909.  Zygota pubescens ingår i släktet Zygota, och familjen hyllhornsteklar. Arten är reproducerande i Sverige.